# Techeetah
A Techeetah Formula E Team egy kínai Formula–E csapat, amelyet a SECA (Sports Entertainment Content Activation) üzemeltet.

## Formula–E

### Előzmények
A csapat elődje a Team Aguri volt amely a Formula–E első két szezonjában vett részt. A Párizs nagydíj előtt derült ki hogy a kínai CMC tárgyalásban áll a japán gárdával. Céljuk a 2016–17-es szezonban való részvétel volt az istálló felvásárlásával. Eredetileg már Párizs-tól kezdve vállalt volna szerepet a kínai befektető-vállalat, azonban csak az idény végén ütötték nyélbe az üzletet. Ennek eredményeképpen a nevezési listán már Techeetah néven szerepeltek. Ezt követően bejelentésre került a versenyzőpáros: a Virgin-től távozó francia Jean-Éric Vergne, valamint a kínai Ma Csing-hua állhattak rajthoz az új csapat színeiben. Továbbá az is megerősítésre került, hogy a versenygép hajtásláncát a Renault-tól vásárolják.

### Az első szezon (2016–2017)
A csapat bemutatkozó versenye eléggé rosszul sikerült, ugyanis a gárda mindkét versenyzője kiesett a verseny során. Ma balesetbe keveredett, míg Vergne technikai probléma miatt kényszerült kiállni. Az első pontokat a Marrakési nagydíjon Vergne-nek sikerült megszereznie. A francia a második sorból kezdhette meg a viadalt és végül a 8. helyen ért célba.

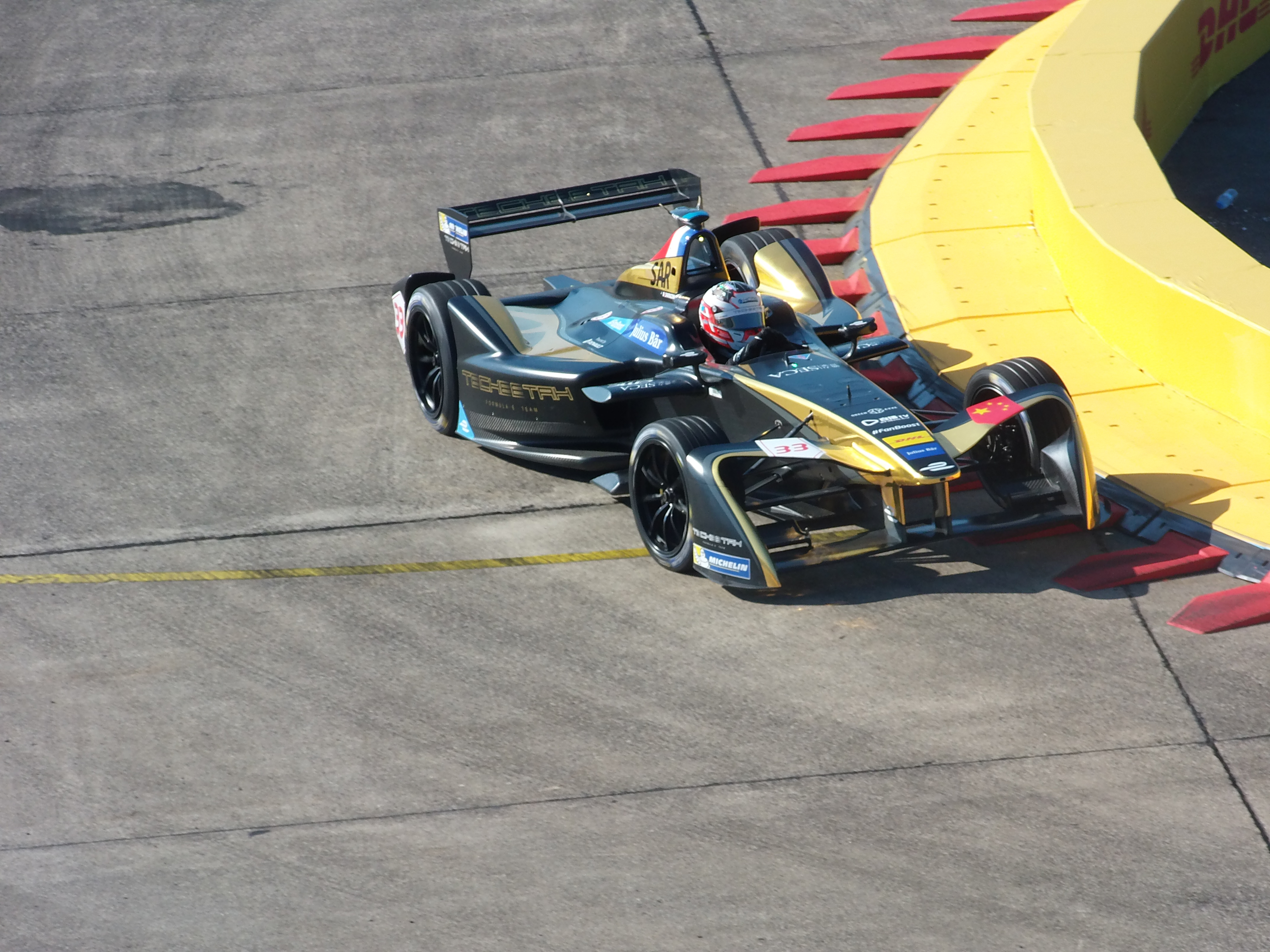
Sarrazin a Berlin nagydíjon.

Első komolyabb eredményét a csapat az argentin fordulón könyvelhette el, ahol Vergne a 2. helyen fejezte be a futamot, ennek köszönhetően a francia felállhatott a dobogóra. A Mexikói viadal előtt a csapat elküldte kínai versenyzőjét, Ma-t, gyenge eredményeire hivatkozva. Helyettese a mexikói Esteban Gutiérrez volt. A versenyen Vergne ismét dobogós helyen végzett, Gutiérrez pedig a pontszerző 10. helyen látta meg a kockás zászlót. A következő két forduló nem alakult szerencsésen Vergne számára: Monte–Carloban hibázott és összetörte versenygépét, így fel kellett adni a küzdelmet, míg Párizsban balesetbe keveredett, ami szintén a versenyébe került.
A Németországi versenyek előtt újabb változás történt a kínai csapat versenyzőpárosában: Gutiérrez távozott, helyére a francia Stéphane Sarrazin került. Vergne mindkét versenyen pontot szerzett, az elsőn 8. míg a második viadalon 6. helyen zárt. Újabb mérföldkőhöz érkezett az ázsiai alakulat az amerikai fordulókon. Mindkét kvalifikáción a 3. helyet szerezte meg Vergne, aki megtartotta formáját az első versenyre: ő a 2., míg csapattársa Sarrazin a 3. pozícióban érkezett célba. A francia duó tovább vitte erős formájukat a Montreáli hétvégére: Sarrazin az első, míg Vergne a második kvalifikáción szerezte meg a harmadik rajtkockát. Sarrazin Sébastien Buemi büntetését követően a 2. helyre lépett fel. Az első versenyen ismét kettős dobogót szerzett a két versenyző, Vergne újra 2., míg Sarrazin ismét 3. lett. Újabb áttörést jelentett a második verseny Vergne és a Techeetah számára, ugyanis a franciát elsőként intették le, ezzel pedig saját maga és csapat számára is az első győzelmet szerezte meg.  Vergne a szezont az 5. helyen 117 ponttal zárta, míg a Techeetah a csapatbajnokságban a szintén az 5. pozícióban végzett, 156 ponttal. Vergne győzelme után a következő nyilatkozatot tette:
"Sokan kérdezték, mikor nyertem utoljára. 2011-ben, Bercy-ben. Azóta hosszú idő telt el, és büszkén ajánlom ezt a győzelmet Jules Bianchinak. Neked, drága barátom. Mindannyiunknak hiányzol. #JB17 #NeverForget"

### Az egyéni bajnoki cím megszerzése (2017–2018)

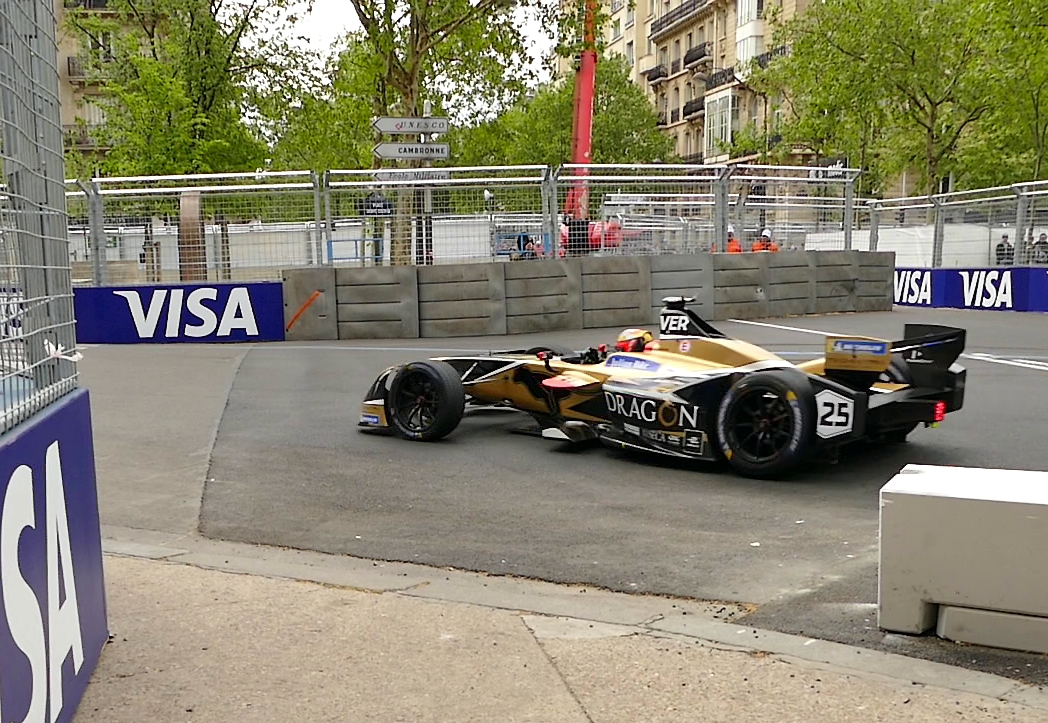
Jean-Éric Vergne az istálló színeiben.

2017 szeptember 26-án bejelentésre került a csapat 2017–2018-as felállása: Vergne marad, azonban Sarrazint a német André Lotterer váltja, aki eddig a Hosszútávú-világbajnokságban versenyzett a Porsche gyári csapatának színeiben. Az év első versenye egyből sikerrel indult: Vergne az első rajtkockát szerezte meg. Ez volt az első alkalom hogy a Techeetah valamelyik versenyzője az élről rajtolhasson. Vergne mindkét versenyt pontszerző helyen zárta. Első rajthelyét egy 2. helyre tudta beváltani és a következő versenyen pedig a 4. pozícióban végzett. Csapattársa számára nem indult jól a szezon: Lotterert kizárták az első futamból, a második versenyen pedig a 13. helyen ért célba.
A Marrakési fordulón tovább folytatódott Lotterer balszerencséje: a német versenyző hardver probléma miatt kényszerült feladni a viadalt. Vergne továbbra is gyorsnak bizonyult; A francia az ötödik helyen zárta a versenyt. A Chilei forduló volt a csapat történetének eddigi legeredményesebb versenye. Lotterer a 4., míg Vergne az első rajthelyről várhatta a folytatást. A francia megőrizte az első pozíciót, német csapattársa a 2. helyen haladt át a célvonalon, ezzel a csapat történetének első 1-2 helyezését érték el. Ennek az eredmények köszönhetően a Techeetah lett a csapatbajnokság új éllovasa. Vergne Mexikóban 5. lett, Lotterer a 13. helyen ért célba. Az Uruguayban rendezett fordulón Vergne győzelmét hozta. A kvalifikáción a francia az első lett, aki a versenyen is az éllovas tudott maradni. Lotterer halványabb formája továbbra is érzékelhető volt, lévén a versenyt a 12. pozícióban fejezte be. Rómában ismét kettős pontszerzést ünnepelhetett a csapat. Lotterer 3. és Vergne 5.  helyének köszönhetően a kínai alakulat előnye a csapatbajnokságban 34 pontra nőtt. Párizsban Vergne ismét diadalmaskodott: a szezon során már harmadik alkalommal szerezte meg a pole-pozíciót és a győzelmet. 
Lotterer egyre erősebb eredményeket szállít, a 3. helyről kezdhette meg a franciaországi fordulót és ezúttal egy 6. hellyel segíthette a csapatot. Berlinben továbbra is eredményes maradt a csapat, Vergne egy dobogós helyet szerzett, míg Lotterer az utolsó helyről felzárkózva ért be a 9. helyen. A csapat versenyzői összesen 13 pontot szerzett a Svájci futamon, így a szezonzáró Amerikai hétvége előtt 33 pontos előnnyel vezette a bajnokságot a Techeetah. A gárdának egyértelmű esélye volt a csapatbajnoki trófea elhódítására, és Vergne ezen a ponton már 23 ponttal vezette az egyéni bajnokságot. Az első Amerikai fordulón Lotterer hetedik, míg Vergne az ötödik helyen ért célba.
Ez a teljesítmény elég volt Vergne első világbajnoki címének bebiztosítására. Innentől kezdve már csak a csapatok közti bajnokság maradt nyitott. A második verseny Vergne negyedik győzelmét hozta, azonban mindkét Audi versenyző a dobogón végzett, ezzel a versenyt követően két pontos előnyt alakítottak ki a Techeetah-val szemben, ami a német márka győzelmét jelentette.> A versenyhétvégét követően a csapat versenyzői két büntetőpontot és továbbá, 5000 eurós pénzbüntetést kaptak, nem megfelelő aláöltöző nadrág viselete miatt.Az ázsiai gárda sikeres szezont tudhat maga mögött: Vergne 198 ponttal lett világbajnok, a német Lotterer újoncként 8. ként zárta 64 ponttal és a csapat 262 pontot összegyűjtve lett 2. a tabellán.

### Az abszolút győzelem (2018–2019)

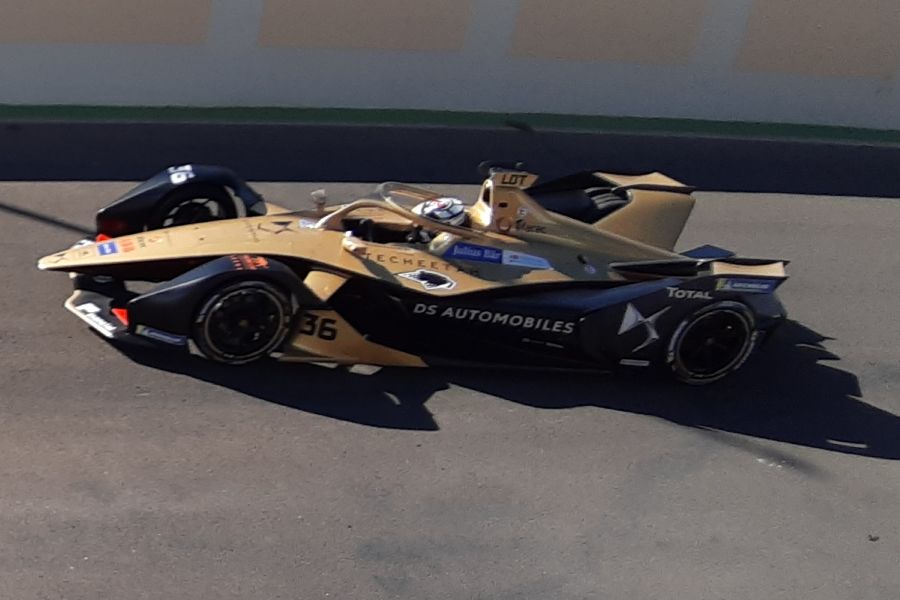
A csapat első új generációs autója, a DS E-Tense FE 19

Az előző idény során mutatott teljesítményük alapján a kínai istálló egyértelműen az élmezőnybe lépett elő. 2018. Júliusában bejelentésre került hogy a kínai csapat a DS Automobiles támogatását fogja élvezni, amely innentől kezdve azt is jelenti hogy a gárda gyári alakulattá válik. Októberben kiderült az is hogy mindkét versenyző szerződését meghosszabbította a csapat és a szezont a DS E-TENSE FE19 elnevezésű versenygéppel kezdik meg. Az évnyitó futamot erősen kezdte a csapat: A címvédő Vergne a 2., Lotterer pedig az 5. helyen ért célba. Ez a lendület a Marrakési fordulóra is sikerült továbbvinni, a két versenyző az 5., illetve 6. pozíciójukkal 18 pontot gyűjtöttek össze. Azonban a következő három futam során halvány teljesítményt nyújtott a csapatpárosa. Santiagóban Lotterer 13. lett, Vergne viszont Motorhiba miatt kiállni kényszerült. Mexikóban a német versenyző 5. helyen látta meg a kockás zászlót, azonban Vergne a 13. lett. A Hongkongi fordulón mindkét versenyző a mezőny hátsó részében a 13. és 14. pozícióban értek célba.
Ezt követően azonban a csapat teljesítménye ismét javulni kezdett. Vergne, aki a 2. helyről indulhatott, megnyerte a kínai futamot, csapattársa a 4. helyen érkezett be. Lotterer az első rajtkockából vághatott neki a Rómában rendezett versenynek, és elsőségét egy 2. helyre tudta beváltani, azonban a címvédő Vergne versenye ismét a pontszerző-zónán kivül ért véget, a 14. pozícióban. A következő fordulón a csapat mindkét versenyzője pontot szerzett: Lotterer ismét felállhatot a dobogó középső fokára, Vergne pedig a 6. helyen 8 pontot gyűjtött be. A Monte-Carloi forduló sikereket hozott a csapat számára. Vergne a 2. helyet szerezte meg a kvalifikáció során, azonban a Nissan-os, Oliver Rowland büntetésének köszönhetően az első rajthelyről várhatta a versenyt. A francia versenyző megtartotta a vezetést, ezzel pedig a győzelmet is. Lotterer a 20. helyről felzárkózva ért be a 7. helyre.
A Berlini futamon a címvédő felállhatott a dobogó legalsó fokára, míg Lotterer az akkumulátor meghibásodása miatt kiesett. A már nem Zürich-ben, hanem a Bern-ben tartott Svájci futamon eléggé felemásan alakult a csapat szempontjából. Vergne az elsőséget helyet kaparintotta meg a kvalifikáción. A francia végül megnyerte a viadalt, ezzel egy lépéssel közelebb került a címvédéshez. Csapattársa, aki a 8. helyről rajtolt, a 4. helyen intették le, azonban utólag büntetést kapott, mert a piros zászlós periódus alatt hajtott be a boxutcába. Vergne 32 pontos, míg a Techeetah 43 pontos előnnyel vághatott neki a szezonzáró versenyhétvégének a New York-i fordulóknak. A csapat csupán gyenge eredményre volt képes az amerikai futamokon. Az egyetlen pontszerzésük egy 7. hely volt Vergne által, azonban az idény során felépített előnyüknek köszönhetően Vergne 136 ponttal, míg a Techeetah első alkalommal összesen 222 megszerzett ponttal lettek bajnokok. Lotterer az előző szezonhoz hasonlóan ezúttal is a 8. helyen végzett 86 ponttal. Vergne győzelmét azonban beárnyékolta egy rádióüzenet, amiben arra kérte csapatát, hogy szólítsák fel Lotterert: álljon meg a pályán, ezáltal kihívva a biztonsági autót. Ennek eredményeképpen a francia nem szakadt volna le túlságosan a mezőnytől boxkiállását követően. Versenymérnöke nem reagált a kérésére. Később Vergne megrovásként, egy nap közmunkát kapott a rádióban elhangzottak miatt.

### Címvédőként (2019–2020)
A kínai alakulat még a 2018–2019-es szezonban leadta nevezését a 2019–2020-as idényre. Az immáron kétszeres címvédő világbajnok Vergne szerződést hosszabbított a csapattal, azonban Lotterer távozott a Porsche gyári csapatához. 2019. szeptemberében a csapat hivatalosan bejelentette, hogy a BMW-től távozó, portugál António Félix da Costa lesz a címvédő csapattársa. A szezon előtti teszteket október 15-18. között rendezték meg a Circuit Ricardo Tormo versenypályán. A csapat összességében változó teljesítményt nyújtott a több napos tesztprogram során. Az új páros a legelső napon nyújtotta a legerősebb teljesítményt: da Costa a 3., még címvédő csapattársa Vergne az 5. helyen végzett. A további napokon a portugál versenyző az élmezőnyben tudta tartani magát, míg Vergne teljesítménye halványult, a középmezőnybe esett vissza.
Az évnyitó hétvégét gyengén kezdte a csapat, mivel da Costa a 14. helyen ért be, míg Vergne a kormánymű meghibásodása miatt feladni kényszerült a versenyt. A folytatás már jobban alakult a csapat számára: da Costa megnyerte a második futam időmérőjének csoport szakaszát, a címvédő bajnok Vergne azonban az utolsó helyről vághatott neki a fordulónak, mivel a verseny előtt akkumulátort cseréltek az autójában. A viadalt végül mindketten pontszerző helyeken zárták.

## Jaguar I-Pace eTrophy

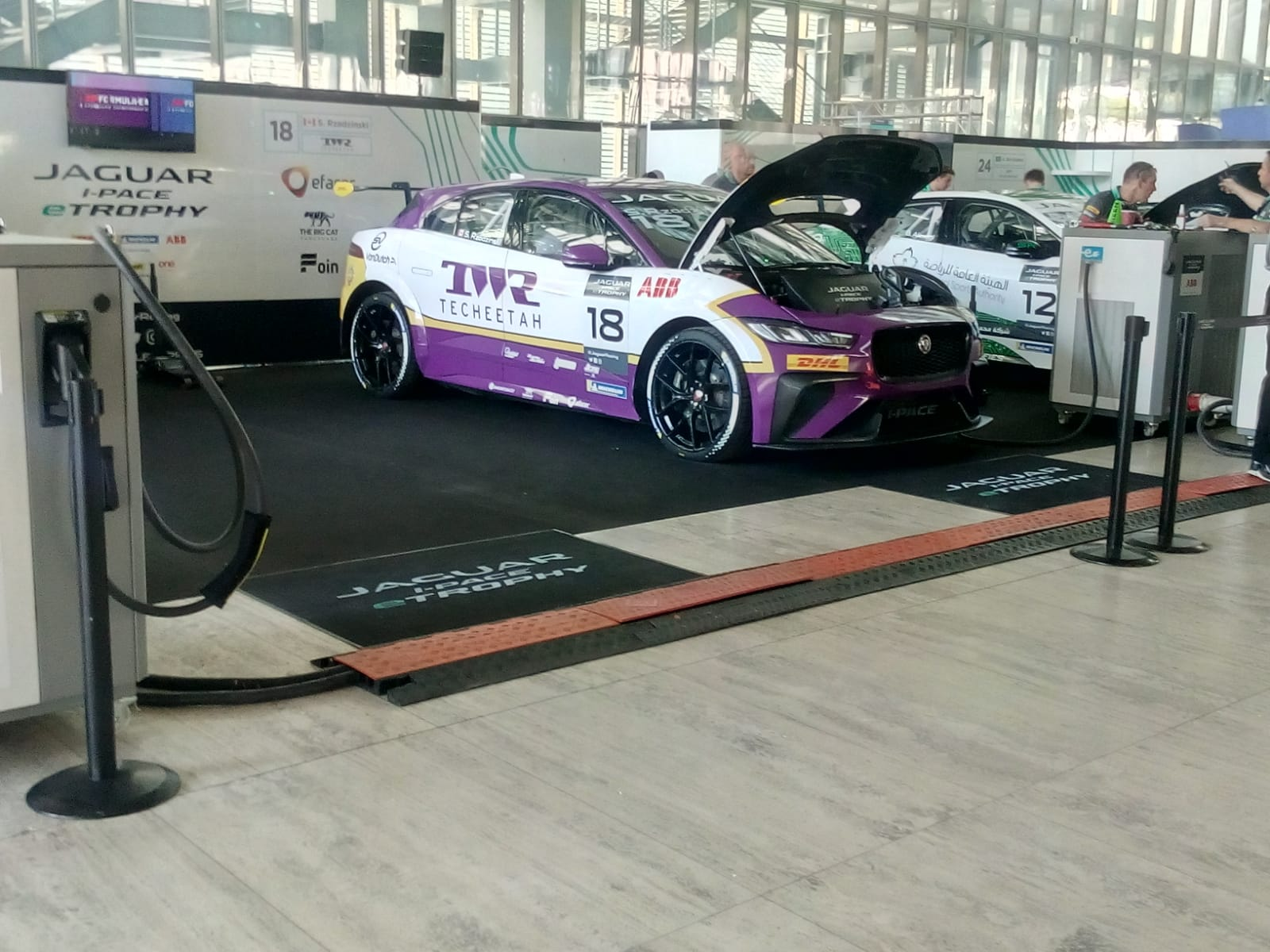
A versenyautó kinézete a második fordulótól kezdve.

A kínai alakulat volt az első csapat, amely a Jaguar I-Pace eTrophy széria legelső szezonjában részt vett. TWR Techeetah-ként neveztek be a Pro kategóriába és versenyzőjük a kanadai Stefan Rzadzinski volt. A második fordulótól kezdve a csapat festése megváltozott: egy retro stílusút kapott helyet a hófehér festés helyett. Rzadzinski szerződése a Monacói nagydíjig tartott, így helyére a Formula–E-t is megjárt, A1 Grand Prix bajnok, Adam Caroll érkezett. A kanadai 43 ponttal a 6. helyen végzett a bajnokságban. A csapat legjobb eredménye egy második hely volt a Párizsban rendezett fordulón, amelyet Rzadzinski  szerzett meg. A Techeetah volt az egyedüli gárda, amely nem nyert versenyt a szezon során.

## Eredmények

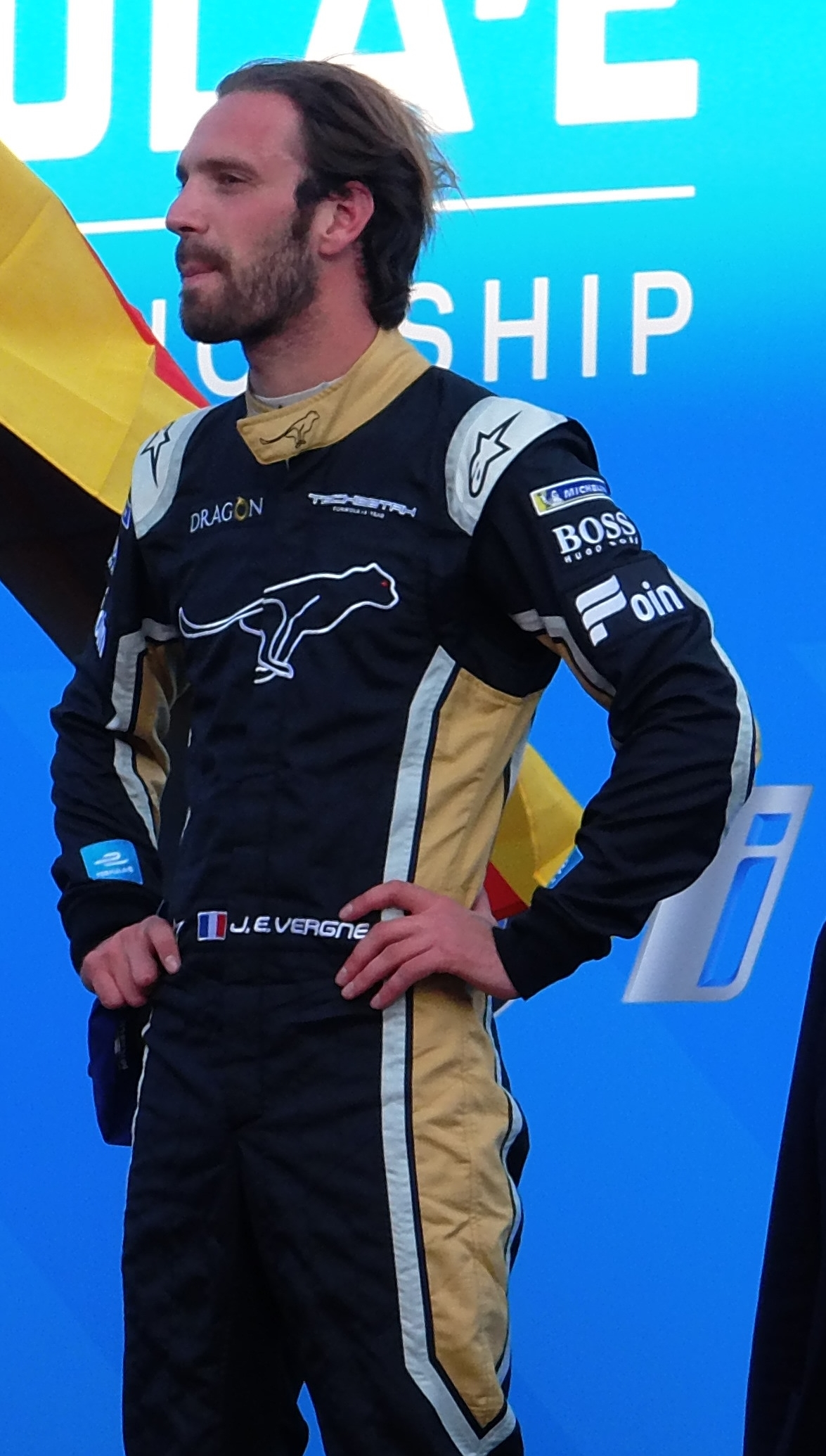
A csapat első futamgyőztese: Jean-Éric Vergne

### Győzelmek listája a Formula–E-ben
| #  | Év        | Esemény                     | Versenyző              |
| -- | --------- | --------------------------- | ---------------------- |
| 1  | 2016–2017 | Montréal nagydíj            | Jean-Éric Vergne       |
| 2  | 2017–2018 | Santiago nagydíj            | Jean-Éric Vergne       |
| 3  | 2017–2018 | Punta del Este nagydíj      | Jean-Éric Vergne       |
| 4  | 2017–2018 | Párizs nagydíj              | Jean-Éric Vergne       |
| 5  | 2017–2018 | New York nagydíj            | Jean-Éric Vergne       |
| 6  | 2018–2019 | Sanya nagydíj               | Jean-Éric Vergne       |
| 7  | 2018–2019 | Monte-Carlo nagydíj         | Jean-Éric Vergne       |
| 8  | 2018–2019 | Bern nagydíj                | Jean-Éric Vergne       |
| 9  | 2019–2020 | Marrakés nagydíj            | António Félix da Costa |
| 10 | 2019–2020 | Berlin nagydíj 1. verseny   | António Félix da Costa |
| 11 | 2019–2020 | Berlin nagydíj 2. verseny   | António Félix da Costa |
| 12 | 2019–2020 | Berlin nagydíj 4. verseny   | Jean-Éric Vergne       |
| 13 | 2020–2021 | Róma nagydíj 1. verseny     | Jean-Éric Vergne       |
| 14 | 2020–2021 | Monte-Carlo nagydíj         | António Félix da Costa |
| 15 | 2021–2022 | New York nagydíj 2. verseny | António Félix da Costa |

### Formula–E
| 2015–16: Team Aguri | 2015–16: Team Aguri   | 2015–16: Team Aguri               | 2015–16: Team Aguri | 2015–16: Team Aguri | 2015–16: Team Aguri    | 2015–16: Team Aguri | 2015–16: Team Aguri | 2015–16: Team Aguri | 2015–16: Team Aguri | 2015–16: Team Aguri | 2015–16: Team Aguri | 2015–16: Team Aguri | 2015–16: Team Aguri | 2015–16: Team Aguri | 2015–16: Team Aguri | 2015–16: Team Aguri | 2015–16: Team Aguri | 2015–16: Team Aguri | 2015–16: Team Aguri | 2015–16: Team Aguri | 2015–16: Team Aguri | 2015–16: Team Aguri | 2015–16: Team Aguri | 2015–16: Team Aguri |
| Év                  | Kasztni               | Hajtáslánc                        | Abroncs             | #                   | Versenyzők             | 1                   | 2                   | 3                   | 4                   | 5                   | 6                   | 7                   | 8                   | 9                   | 10                  | 11                  | 12                  | 13                  | 14                  | 15                  | 16                  | Pont                | Helyezés            |                     |
| Techeetah           | Techeetah             | Techeetah                         | Techeetah           | Techeetah           | Techeetah              | Techeetah           | Techeetah           | Techeetah           | Techeetah           | Techeetah           | Techeetah           | Techeetah           | Techeetah           | Techeetah           | Techeetah           | Techeetah           | Techeetah           | Techeetah           | Techeetah           | Techeetah           | Techeetah           | Techeetah           | Techeetah           |                     |
| ------------------- | --------------------- | --------------------------------- | ------------------- | ------------------- | ---------------------- | ------------------- | ------------------- | ------------------- | ------------------- | ------------------- | ------------------- | ------------------- | ------------------- | ------------------- | ------------------- | ------------------- | ------------------- | ------------------- | ------------------- | ------------------- | ------------------- | ------------------- | ------------------- | ------------------- |
| 2016–17             | Spark-Renault SRT_01E | Renault Z.E. 16                   | M                   |                     |                        | HKG                 | MAR                 | BUE                 | MEX                 | MON                 | PAR                 | BER                 | BER                 | NYC                 | NYC                 | MNT                 | MNT                 |                     |                     |                     |                     | 156                 | 5.                  |                     |
| 2016–17             | Spark-Renault SRT_01E | Renault Z.E. 16                   | M                   | 25                  | Jean-Éric Vergne       | Ki                  | 8                   | 2                   | 2                   | Ki                  | Ki                  | 8                   | 6                   | 2                   | 8                   | 2                   | 1                   |                     |                     |                     |                     | 156                 | 5.                  |                     |
| 2016–17             | Spark-Renault SRT_01E | Renault Z.E. 16                   | M                   | 33                  | Ma Csing-hua           | Ki                  | 15                  | 16                  |                     |                     |                     |                     |                     |                     |                     |                     |                     |                     |                     |                     |                     | 156                 | 5.                  |                     |
| 2016–17             | Spark-Renault SRT_01E | Renault Z.E. 16                   | M                   | 33                  | Esteban Gutiérrez      |                     |                     |                     | 10                  | 8                   | 12                  |                     |                     |                     |                     |                     |                     |                     |                     |                     |                     | 156                 | 5.                  |                     |
| 2016–17             | Spark-Renault SRT_01E | Renault Z.E. 16                   | M                   | 33                  | Stéphane Sarrazin      |                     |                     |                     |                     |                     |                     |                     | 11                  | 14                  | 3                   | 12                  | 3                   | 8                   |                     |                     |                     | 156                 | 5.                  |                     |
| 2017–18             | Spark-Renault SRT_01E | Renault Z.E. 17                   | M                   |                     |                        | HKG                 | HKG                 | MAR                 | CHI                 | MEX                 | URU                 | ITA                 | PAR                 | BER                 | SUI                 | NYC                 | NYC                 |                     |                     |                     |                     | 262                 | 2.                  |                     |
| 2017–18             | Spark-Renault SRT_01E | Renault Z.E. 17                   | M                   | 18                  | André Lotterer         | Kiz                 | 13                  | Ki                  | 2                   | 13                  | 12                  | 3                   | 6                   | 9                   | 4                   | 7                   | 9                   |                     |                     |                     |                     | 262                 | 2.                  |                     |
| 2017–18             | Spark-Renault SRT_01E | Renault Z.E. 17                   | M                   | 25                  | Jean-Éric Vergne       | 2                   | 4                   | 5                   | 1                   | 5                   | 1                   | 5                   | 1                   | 3                   | 10                  | 5                   | 1                   |                     |                     |                     |                     | 262                 | 2.                  |                     |
| DS Techeetah        |                       |                                   |                     |                     |                        |                     |                     |                     |                     |                     |                     |                     |                     |                     |                     |                     |                     |                     |                     |                     |                     |                     |                     |                     |
| 2018–19             | Spark SRT05e          | DS E-Tense FE 19                  | M                   |                     |                        | ADR                 | MAR                 | SAN                 | MEX                 | HKG                 | SNY                 | ROM                 | PAR                 | MON                 | BER                 | BRN                 | NYC                 | NYC                 |                     |                     |                     | 222                 | 1.                  |                     |
| 2018–19             | Spark SRT05e          | DS E-Tense FE 19                  | M                   | 25                  | Jean-Éric Vergne       | 2                   | 5                   | Ki                  | 13                  | 13                  | 1                   | 14                  | 6                   | 1                   | 3                   | 1                   | 15                  | 7                   |                     |                     |                     | 222                 | 1.                  |                     |
| 2018–19             | Spark SRT05e          | DS E-Tense FE 19                  | M                   | 36                  | André Lotterer         | 5                   | 6                   | 13                  | 5                   | 14                  | 4                   | 2                   | 2                   | 7                   | Ki                  | 14                  | 17                  | Ki                  |                     |                     |                     | 222                 | 1.                  |                     |
| 2019–20             | Spark SRT05e          | DS E-Tense FE 20                  | M                   |                     |                        | ADR                 | ADR                 | SAN                 | MEX                 | MAR                 | BER                 | BER                 | BER                 | BER                 | BER                 | BER                 |                     |                     |                     |                     |                     | 244                 | 1.                  |                     |
| 2019–20             | Spark SRT05e          | DS E-Tense FE 20                  | M                   | 13                  | António Félix da Costa | 14                  | 10G                 | 2                   | 2                   | 1                   | 1G                  | 1                   | 4                   | 2                   | Ki                  | 9                   |                     |                     |                     |                     |                     | 244                 | 1.                  |                     |
| 2019–20             | Spark SRT05e          | DS E-Tense FE 20                  | M                   | 25                  | Jean-Éric Vergne       | Ki                  | 8                   | Ki                  | 4                   | 3                   | Ki                  | 10                  | 3G                  | 1G                  | 18                  | 7                   |                     |                     |                     |                     |                     | 244                 | 1.                  |                     |
| 2020–21             | Spark-SRT05e          | DS E-Tense FE 20 DS E-Tense FE 21 | M                   |                     |                        | DIR                 | DIR                 | ROM                 | ROM                 | VAL                 | VAL                 | MON                 | PUE                 | PUE                 | NYC                 | NYC                 | LON                 | LON                 | BER                 | BER                 |                     | 166                 | 3.                  |                     |
| 2020–21             | Spark-SRT05e          | DS E-Tense FE 20 DS E-Tense FE 21 | M                   | 13                  | António Félix da Costa | 11                  | 3                   | Ki                  | 7                   | Kiz                 | 22                  | 1                   | 6                   | Ki                  | 12                  | 3                   | 8                   | Ki                  | 7                   | Ki                  |                     | 166                 | 3.                  |                     |
| 2020–21             | Spark-SRT05e          | DS E-Tense FE 20 DS E-Tense FE 21 | M                   | 25                  | Jean-Éric Vergne       | 15                  | 12                  | 1                   | 11                  | 9                   | 7                   | 4                   | Ki                  | 8                   | 2                   | Ki                  | 12                  | 12                  | 6G                  | 11                  |                     | 166                 | 3.                  |                     |
| 2021–22             | Spark-SRT05e          | DS E-Tense FE 21                  | M                   |                     |                        | DIR                 | DIR                 | MEX                 | ROM                 | ROM                 | MON                 | BER                 | BER                 | JAK                 | MAR                 | NYC                 | NYC                 | LON                 | LON                 | SEO                 | SEO                 | 266                 | 3.                  |                     |
| 2021–22             | Spark-SRT05e          | DS E-Tense FE 21                  | M                   | 13                  | António Félix da Costa | Ki                  | 12                  | 4                   | 6                   | 13                  | 5                   | 8                   | 6                   | 4                   | 2                   | Ki                  | 1                   | 7                   | 5                   | 9                   | 10                  | 266                 | 3.                  |                     |
| 2021–22             | Spark-SRT05e          | DS E-Tense FE 21                  | M                   | 25                  | Jean-Éric Vergne       | 8                   | 6                   | 3                   | 4                   | 2                   | 3                   | 2                   | 9                   | 2                   | 4                   | 18                  | Ki                  | 14                  | Ki                  | 6                   | 6                   | 266                 | 3.                  |                     |

G – A leggyorsabb volt a kvalifikációs csoport szakaszban, ezért 1 bajnoki pontban részesült.
* Folyamatban lévő szezon.
† Nem fejezte be a futamot, de rangsorolva lett, mert teljesítette a versenytáv 90%-át.

### Jaguar I-Pace eTrophy
| Év      | Autó                  | Kategória | Abroncs | Rajtszám | Versenyzők        | 1    | 2   | 3   | 4   | 5   | 6   | 7   | 8   | 9   | 10  | Pont | Helyezés |
| ------- | --------------------- | --------- | ------- | -------- | ----------------- | ---- | --- | --- | --- | --- | --- | --- | --- | --- | --- | ---- | -------- |
| 2018–19 | Jaguar I-PACE eTROPHY | P         | M       |          |                   | ADR‡ | MEX | HKG | SNY | ROM | PAR | MON | BER | NYC | NYC |      |          |
| 2018–19 | Jaguar I-PACE eTROPHY | P         | M       | 18       | Stefan Rzadzinski | 126  | Ki  | Ki  | 3   | 5   | 2   | 105 |     |     |     | 43   | 6.       |
| 2018–19 | Jaguar I-PACE eTROPHY | P         | M       | 77       | Adam Carroll      |      |     |     |     |     |     |     | 5   |     |     | 6    | 7.       |

- ‡ Az időmérőt nem tartották meg a rossz időjárási viszonyok és a biztonsági szempontok miatt. Ezért a pole-pozícióért nem járt extra pont.